# Liste der denkmalgeschützten Objekte in Bad Großpertholz
Die Liste der denkmalgeschützten Objekte in Bad Großpertholz enthält die 8 denkmalgeschützten, unbeweglichen Objekte der Gemeinde Bad Großpertholz.

## Denkmäler
| Foto |                 | Denkmal                                                                         | Standort                                                | Beschreibung | Metadaten |
| ---- | --------------- | ------------------------------------------------------------------------------- | ------------------------------------------------------- | --- | --- |
| ja   | Datei hochladen | Anlage Schloss Großpertholz HERIS-ID: 29279 Objekt-ID: 25921seit 2013           | Bad Großpertholz 1 Standort KG: Großpertholz            | Das barocke Schloss auf abfallendem Gelände im Osten von Bad Großpertholz ist eine im 19. Jahrhundert veränderte, zweigeschoßige Vierflügelanlage. Das Anwesen wurde im Mittelalter als Freihof kuenringerischer Lehensritter gegründet. | BDA-Hist.: Q37925522 Status: Bescheid Stand der BDA-Liste: 2025-06-30 Name: Anlage Schloss Großpertholz GstNr.: .11/1, .11/2, 2225, 1007 Schloss Großpertholz                   |
| ja   | Datei hochladen | Kath. Pfarrkirche hll. Bartholomäus und Thomas HERIS-ID: 29280 Objekt-ID: 25922 | gegenüber Bad Großpertholz 60 Standort KG: Großpertholz | Die ursprünglich romanische Kirche wurde 1691 und von 1776 bis 1779, als unter anderem der Westturm errichtet wurde, verändert. | BDA-Hist.: Q1516148 Status: § 2a Stand der BDA-Liste: 2025-06-30 Name: Kath. Pfarrkirche hll. Bartholomäus und Thomas GstNr.: .28 Pfarrkirche hl. Bartholomäus Bad Großpertholz |
| ja   | Datei hochladen | Figurenbildstock hl. Johannes Nepomuk HERIS-ID: 29272 Objekt-ID: 25914seit 2013 | bei Bad Großpertholz 148 Standort KG: Großpertholz      | Beim Schlossgarten steht eine Figur des hl. Johannes Nepomuk aus dem 18. Jahrhundert. | BDA-Hist.: Q37925476 Status: Bescheid Stand der BDA-Liste: 2025-06-30 Name: Figurenbildstock hl. Johannes Nepomuk GstNr.: .11/2                                                 |
| ja   | Datei hochladen | Bildstock HERIS-ID: 29269 Objekt-ID: 25911                                      | Standort KG: Großpertholz                               | Der Tabernakel-Bildstock ist spätgotisch. | BDA-Hist.: Q37925466 Status: § 2a Stand der BDA-Liste: 2025-06-30 Name: Bildstock GstNr.: 1927/2                                                                                |
| ja   | Datei hochladen | Pest-/Dreifaltigkeitssäule HERIS-ID: 29274 Objekt-ID: 25916                     | Standort KG: Großpertholz                               | Die Pestsäule am Hauptplatz unterhalb der Kirche wurde 1715 von Ernst Sigismund Hacklberg-Landau errichtet. Am polygonalen Sockel befinden sich Steinfiguren der Heiligen Johannes Nepomuk, Rochus, Florian, Karl Borromäus, Donatus und Sebastian auf akanthusgeschmückten Volutenkonsolen. Vor dem Sockel steht eine Figur der Heiligen Rosalia. Des Weiteren ist eine Figurengruppe Hl. Dreifaltigkeit und Maria auf Wolkenpyramide zu sehen. | BDA-Hist.: Q37925487 Status: § 2a Stand der BDA-Liste: 2025-06-30 Name: Pest-/Dreifaltigkeitssäule GstNr.: 1317 Pest- und Dreifaltigkeitssäule Bad Großpertholz                 |
| ja   | Datei hochladen | Figurenbildstock hl. Florian HERIS-ID: 29276 Objekt-ID: 25918                   | Standort KG: Großpertholz                               | Die barocke Sandsteinfigur des hl. Florian vor der Pfarrkirche stammt aus dem Jahr 1764. | BDA-Hist.: Q37925500 Status: § 2a Stand der BDA-Liste: 2025-06-30 Name: Figurenbildstock hl. Florian GstNr.: 2176/1                                                             |
| ja   | Datei hochladen | Kath. Pfarrkirche hl. Karl Borromäus HERIS-ID: 29265 Objekt-ID: 25907           | bei Karlstift 107 Standort KG: Karlstift                | Die spätbarocke Pfarrkirche wurde von 1772 bis 1775 erbaut. Sie besitzt barocke Schnitzfiguren und einen Neorenaissance-Altar. | BDA-Hist.: Q2319814 Status: § 2a Stand der BDA-Liste: 2025-06-30 Name: Kath. Pfarrkirche hl. Karl Borromäus GstNr.: .27 Pfarrkirche Karlstift                                   |
| ja   | Datei hochladen | Ehem. Hammerwerk Huber HERIS-ID: 29266 Objekt-ID: 25908                         | Mühlbach 1 Standort KG: Mühlbach                        | Das Hauptgebäude des ehemaligen Hammerwerks westlich des Ortes wurde in der zweiten Hälfte des 18. Jahrhunderts/ersten Hälfte des 19. Jahrhunderts in einer Senke des Mühlbaches erbaut. Das Haus ist mit „1868“ bezeichnet und verfügt über spätbarocke, gekoppelte Holztüren und eiserne Fensterläden. An der Hauptfront sind ein Pferdekopf in Eisenguss und eine historistische Hauslampe zu sehen. Das Werksgebäude verfügt über einen Rauchfang. Außerdem sind drei ehemals wasserbetriebene, hebelartige Antriebsvorrichtungen für Blasbälge sowie eine Doppelesse erhalten. | BDA-Hist.: Q37925452 Status: Bescheid Stand der BDA-Liste: 2025-06-30 Name: Ehem. Hammerwerk Huber GstNr.: .13/1, .13/2, .13/3 Hammerwerk Bad Großpertholz                      |